# Сегетти, Якопо
Яко́по Сеге́тти (итал. Jacopo Seghetti; род. 17 февраля 2005 года в Сан-Миниато, Италия) — итальянский футболист, вратарь клуба «Эмполи».

## Карьера
Якопо воспитывался в системе клуба «Эмполи». В сезоне 2024/25 его начали привлекать к тренировкам и матчам первой команды. 24 сентября 2024 года 18-летний вратарь дебютировал во взрослом футболе, пропустив 1 гол в матче 1/16 финала Кубка Италии против «Торино». Он стал главным героем этой игры, совершив несколько важных сейвов, позволивших тосканцам вернуться домой с победой. Свой удачный дебют Якопо посвятил родителям. 4 декабря он защищал ворота родного клуба в матче 1/8 финала национального кубка против «Фиорентины», пропустив 2 гола в основное время и ещё 3 — в серии послематчевых пенальти. Якопо стал героем и в этой игре, отразив удар Луки Раньери в ходе серии пенальти. 11 января 2025 года Якопо впервые защищал ворота тосканцев в Серии А и пропустил 3 гола от «Лечче».

## Личная жизнь
Родители Якопо владеют кондитерской «Vacchetta» в центре Санта-Кроче-суль-Арно. Его дядя в молодости занимался футболом и выступал за юношескую команду клуба «Монтекатини». Своими кумирами Якопо считает вратарей Джанлуиджи Буффона и Гульельмо Викарио.